# De 70 stegen
De 70 stegen är en form av konfirmationsläsning som betyder att konfirmanden ska vara med om olika aktiviteter för att få sina steg. Det brukar oftast vara 60 vanliga steg, och 10 gudstjänststeg. Ett steg motsvaras av en timmes aktivitet. De 70 stegen startade i Malungs församling, och har sedan dess spritt sig runt hela landet.